# Hess Oil and Chemical Corporation
Hess Oil and Chemical Corporation est une entreprise américaine fondée dans les années 1930 par Leon Hess, qui assurait la distribution du mazout de chauffage. Au fil des ans, celle-ci proposa le raffinage et la commercialisation du mazout de chauffage ainsi que d'autres produits pétroliers. En 1968, Hess Oil and Chemical Corporation fusionne avec Amerada Petroleum Corporation pour former Amerada Hess Corporation (NYSE : HES). Depuis 2006, la société fusionnée s'appelle Hess Corporation. Dans les années 2000, Hess Corporation est présent en France via sa filiale Hess Oil France.  

## Bassin parisien
En novembre 2011, le ministre de l'énergie et de l'écologie Philippe Martin annonce le refus d'accorder à l'entreprise américaine l'utilisation du procédé de fracturation hydraulique sur le territoire français. Cette décision concerne 7 permis de recherche d'hydrocarbures dans le bassin parisien.  